# سیارک ۷۴۳

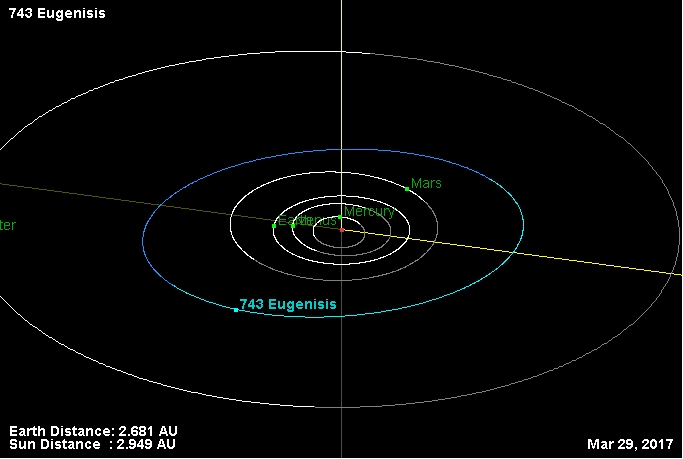
نمایی از محل قرارگیری سیارک ۷۴۳ در مدار – ۲۰۱۷

سیارک ۷۴۳ (به انگلیسی: 743 Eugenisis، نامگذاری:1913QV) هفتصد و چهل و سومین سیارک کشف شده‌است که در ۲۵ فوریه ۱۹۱۳ و در هایدلبرگ کشف شد.
قدر مطلق سیارک برابر ۱۰٫۰۰ است.